# Iris Gerlach
Iris Gerlach (* 1967) ist eine deutsche Vorderasiatische Archäologin.

## Werdegang
Gerlach war seit 1995 Wissenschaftliche Mitarbeiterin am Institut für Vorderasiatische Archäologie in München und 1996/1997 Museumsassistentin am Vorderasiatischen Museum Berlin. Sie wurde 1997 an der Ludwig-Maximilians-Universität München mit der Arbeit Zentrum und Peripherie. Eigenständigkeit und Abhängigkeit künstlerischen Schaffens im neuassyrischen Einflussgebiet promoviert. Nach der Promotion bereiste Gerlach 1997/1998 als Reisestipendiatin des Deutschen Archäologischen Instituts den Nahen Osten. Anschließend wurde sie Referentin der Orient-Abteilung des Deutschen Archäologischen Instituts. Seit Oktober 2000 leitet sie die Außenstelle in Sanaa der Orient-Abteilung des Deutschen Archäologischen Instituts (DAI).
Gerlach nahm zwischen 1987 und 1997 an Ausgrabungen in Deutschland, Syrien, dem Irak und der Türkei teil. Seit 2000 leitet sie als oberste Archäologin des DAI in Arabien die Ausgrabungen der sabäischen Stadtanlage von Sirwah, des Friedhofes des Awâm-Tempels sowie der Dammanlage und der frühsabäischen Siedlung von Wadi Jufaina und Oase Marib. Hinzu kommen Notgrabungen auf dem Friedhof von Sha’ub, einem bronzezeitlichen Friedhof auf dem westlichen Jawl sowie mehrerer Siedlungen im Wadi Jirdan. Gerlach forscht insbesondere zu den kulturellen Beziehungen Südarabiens im 1. Jahrtausend v. Chr. zu den benachbarten Regionen, zu kunsthistorischen Fragestellungen, insbesondere der Stilgeschichte der südarabischen
Plastik und Reliefkunst, zu den Bestattungssitten und dem Totenkult in Südarabien, zur Genese, der Entwicklung und dem Untergang der sabäischen Kultur, zu den Heiligtümern Südarabiens sowie zu Bewässerungsstrategien und Siedlungsprozessen in ariden Gebieten des Jemen. Weitere Projekte beschäftigen sich mit kultur- und entwicklungspolitischen Aspekten, etwa der Ausbildung von Bewohnern der Region Sirwah, aber auch der Digitalisierung jemenitischer Handschriften. Sie ist Ordentliches Mitglied des DAI.

## Publikationen
- Zur provinzialassyrischen Kunst Nordsyriens und Südostanatoliens. Eigenständigkeit und Abhängigkeit künstlerischen Schaffens im neuassyrischen Einflußgebiet. Ludwig-Maximilians-Universität München München 1999 [Dissertationsschrift, Mikrofiche-Ausgabe].
- mit Holger Hitgen und Rémy Crassard: Rescue excavations along the Yemen LNG pipeline from Marib to Balhaf. Yemen LNG Company, 2008.
- mit Holger Hitgen: Das Reich von Saba. In: Martin Maischberger: Die griechische Klassik: Idee oder Wirklichkeit. Eine Ausstellung im Martin-Gropius-Bau, Berlin, 1. März – 2. Juni 2002 und in der Kunst- und Ausstellungshalle der Bundesrepublik Deutschland, Bonn, 5. Juli – 6. Oktober 2002. Staatliche Museen zu Berlin – Preussischer Kulturbesitz, Antikensammlung, Martin-Gropius-Bau (Berlin, Germany), Kunst- und Ausstellungshalle der Bundesrepublik Deutschland [i. e. 12. Juli – 13. Oktober 2002]. Zabern, 2002, S. 141ff.
- Herausgeberin mit Dietrich Raue: Sanktuar und Ritual. Heilige Plätze im archäologischen Befund. (= Menschen – Kulturen – Traditionen, Band 10), Leidorf, Rahden 2013, ISBN 978-3-86757-390-0.
- Herausgeberin: South Arabia and its neighbours. Phenomena of intercultural contacts. (= Archäologische Berichte aus dem Yemen, Band 14), Reichert, Wiesbaden 2015, ISBN 978-3-95490-087-9.